# Verpflichtende Elternberatung

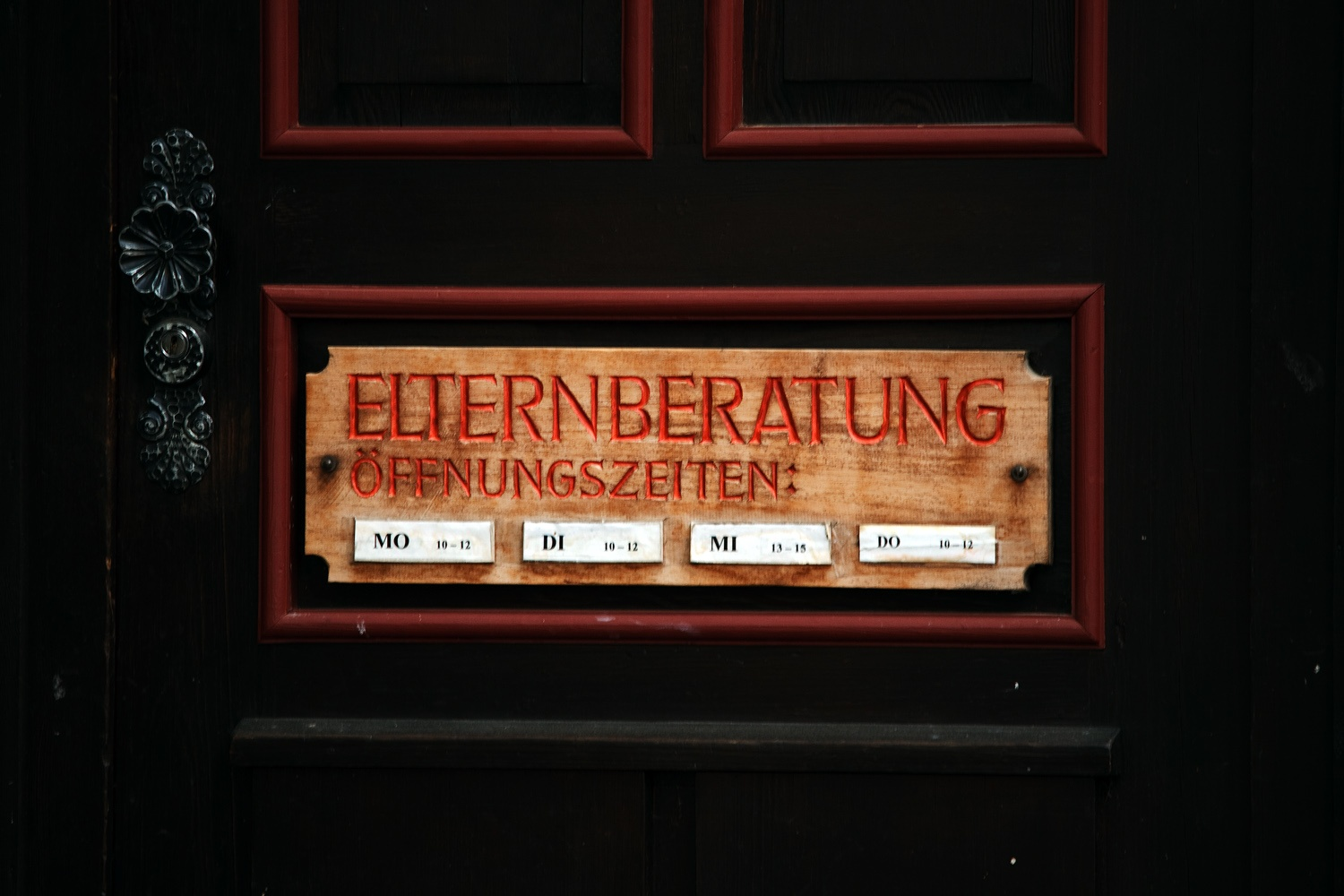
Schild Elternberatung (Hessen).

Die Verpflichtende Elternberatung ist in Österreich umgangssprachlich die aus § 95 Abs. 1a AusStrG resultierende Verpflichtung, „vor Abschluss oder Vorlage einer Regelung der Scheidungsfolgen bei Gericht“ (…) „sich über die spezifischen aus der Scheidung resultierenden Bedürfnisse ihrer minderjährigen Kinder bei einer geeigneten Person oder Einrichtung“ beraten zu lassen.
Dazu sind die Eltern bei einer einvernehmlichen Scheidung seit 1. Februar 2013 verpflichtet.
„Geeigneten Person oder Einrichtung“, die dem Gericht bescheinigen können, dass an einer Verpflichtenden Elternberatung teilgenommen wurde, sind gemäß den Materialien zum KindNamRÄG 2013 „etablierte Familienberatungsstellen“, freiberuflich tätige Psychologen oder  Pädagogen.

## Völkerrechtliche Grundlage
Die Verpflichtende Elternberatung beruht auf den von Österreich eingegangenen Verpflichtungen aus der UN-Konvention über die Rechte des Kindes, welche teilweise in die Verfassung übernommen wurden.

## Zweck der Regelung
Trennung und Scheidung der Eltern stellen für alle Beteiligten, nach Ansicht des Gesetzgebers aber besonders für die Kinder, einen großen Einschnitt dar. Kinder würden dadurch verunsichert und verängstigt. Eltern seien teilweise mit der neuen Situation und der neuen „Eltern-Kind-Eltern-Beziehung“ überfordert.
Im Rahmen der Verpflichtenden Elternberatung sollen
- Eltern die Scheidungs-Problematik für ihre minderjährigen Kinder verstehen lernen,
- lernen, den Kindern in dieser Situation Hilfe zu geben,
- rechtliche Informationen zu Obsorge, Besuchsrecht und Unterhalt erhalten,
- Vorschläge und Ideen für die Eltern-Kind-Eltern-Beziehung nach der Trennung oder Scheidung bekommen.

## Berater
Die Berater für Verpflichtende Elternberatungen sind zur Verschwiegenheit gegenüber Dritten verpflichtet. Nicht jedoch gegenüber den Behörden und Gerichten. Insbesondere „im Fall des Verdachts einer Kindeswohlgefährdung muss eine entsprechende Meldung an den Kinder- und Jugendhilfeträger erstattet werden“.

## Beratungsgespräch
Die Verpflichtende Elternberatung ist grundsätzlich nur einmal zu besuchen. Die Verpflichtende Elternberatung kann als Gruppen-, Paar- oder Einzelberatung durchgeführt werden. Die § 95 AußStrG – Expert/innenkommission (Bundesministerium für Familien und Jugend) empfiehlt die Teilnahme an Gruppenangeboten und, dass diese von beiden Elternteilen gemeinsam besucht werden.

## Folgen der Nichtteilnahme
Wird bei einer einvernehmlichen Scheidung eine derartige Elternberatung nicht vorab besucht, „ist es ab diesem Zeitpunkt nicht mehr möglich, sich einvernehmlich scheiden zu lassen. Die Beratung haben die Parteien gegenüber dem Gericht - etwa durch Vorlage einer Bestätigung - glaubhaft zu machen, andernfalls kann sich das Verfahren erheblich verzögern“.

## Kosten
Als Richtwerte für ein angemessenes Entgelt der Beratungsangebote wird von der § 95 AußStrG – Expert/innenkommission (Bundesministerium für Familien und Jugend) angesehen:
- 60 Euro pro Stunde und Person bei Einzelberatung,
- 35 Euro pro Stunde und Person bei Paarberatung und
- 30 Euro pro Gruppenveranstaltung und Person.[10]

## Liechtenstein
In Liechtenstein wurde das österreichische Außerstreitgesetz am 1. Januar 2011 weitgehend rezipiert und auch § 95 AußStrG in Art 95 AussStrG. Der im österreichischen AußStrG im Jahr 2013 eingefügte Abs. 1a über die verpflichtende Elternberatung wurde jedoch in Liechtenstein nicht in das AussStrG übernommen.